# Evel Knievel
Evel Knievel (ˈiːvəl kˈniːvəl), pseudonimo di Robert Craig Knievel, Jr (Butte, 17 ottobre 1938 – Clearwater, 30 novembre 2007), è stato uno stuntman statunitense.

## Biografia
Attivo dal 1966 al 1981 si è conquistato il ruolo di più celebre stuntman motociclista statunitense.
Fra le sue imprese più famose è da ricordare il tentativo di saltare le cascate Shoshone nello Snake River Canyon in Idaho l'8 settembre 1974, evento sportivo che figura fra i più seguiti di ogni tempo. Ha avuto una lunga e brillante carriera segnata anche da numerosi incidenti ed infortuni.
Knievel è deceduto nella sua residenza a Clearwater, in Florida, all'età di 69 anni in seguito a complicazioni da fibrosi polmonare idiopatica, patologia di cui soffriva da tempo.

## Moto utilizzate
- Honda 250cc (1966)
- Norton 750cc (1966)
- Triumph Bonneville T120 650cc (1967-1968)
- Laverda 150 American Eagle 750cc (1969-1970)
- Harley-Davidson XR-750 (1970-1977)
- Truax Engineering Skycycle X-2 (8 settembre 1974)
- Triumph Bonneville T120 650cc (1977-1981)

## Filmografia

### Cinema
- Le strabilianti avventure di Superasso (Viva Knievel!), regia di Gordon Douglas (1977)
- La donna bionica (The Bionic Woman) episodio 3x07 Una gara fuori programma (1977)